# Agriotheriini
Agriotheriini — це вимерла триба пандових ведмедів від середнього неогену до початку четвертинного періоду, скам'янілості якого знайдено в Євразії, Африці та Північній Америці.

## Таксономія
Триба Agriotheriini складається з трьох або чотирьох родів.
- Agriotherium
- Huracan
- Indarctos
- Miomaci (ймовірно).

Систематика цих ведмедів по-різному розмістила деякі роди в інших ведмежих лініях, таких як Hemicyoninae і Ursavinae.
Вони відрізняються від свого найближчого живого родича, великої панди (Ailuropoda melanoleuca), яка еволюціонувала до вузькоспеціалізованого бамбукоїда. Agriotheriini були гіперм'ясоїдними бігунами.